# 수원보호관찰소
수원보호관찰소(水原保護觀察所)는 법원으로부터 보호관찰을 조건으로 가석방된 사람들에 대하여 보호관찰을 실시하고, 사회봉사 및 수강명령 등을 통해 범죄예방 및 건전한 사회복귀를 지원하여 국민의 안전한 생활을 보호하기 위하여 설립된 대한민국 법무부 범죄예방정책국 소속기관이다. 수원보호관찰소장은 서기관으로 보한다. 경기도 수원시 팔달구 중부대로143번길 102에 위치하고 있다.

## 연혁
- 1989년 7월 1일 개청
- 2000년 3월 7일 성남지소 신설
- 2003년 2월 5일 안산지소 신설
- 2006년 1월 1일 평택지소 신설
- 2007년 7월 23일 여주지소 신설
- 2009년 1월 1일 안양지소 신설

## 관할 구역
경기도 남부권역을 관할하나, 일부 지역은 지소에서 관할한다.
- 수원시
- 오산시
- 용인시
- 화성시

## 소속 기관
- 성남지소: 성남시 수정구 성남대로 1202 (성남시, 하남시, 광주시)
- 여주지소: 여주시 세종로 18-1 (이천시, 여주시, 양평군)
- 안산지소: 안산시 단원구 광덕대로 249 (안산시, 광명시, 시흥시)
- 평택지소: 평택시 동삭로 321 (평택시, 안성시)
- 안양지소: 안양시 동안구 시민대로 132 (안양시, 과천시, 의왕시, 군포시)